# 음력 5월 20일
음력 5월 20일은 음력 5월의 20번째 날이다.

## 문화
- 1308년 - 고려 충렬왕 34년, 원나라 황제를 옹립한 공으로 성종으로부터 심양왕(瀋陽王)으로 책봉을 받았다.
- 1983년 - 대한민국 KBS 1TV에서 이산가족 찾기 방송 시작. (~ 음력 10월 10일)
- 2010년 -
  - 경상남도 창원시, 마산시, 진해시가 창원시로 통합되었다.
  - 대한민국의 외국파병 전담부대인 국제평화지원단(온누리부대)이 창설되었다.

## 탄생
- 980년 - 고려 제7대 국왕 목종.
- 1972년 - 대한민국의 방송인 강병규.
- 1992년 - 대한민국의 양궁 선수 김우진.

## 같이 보기
- 음력 360일: 1월 2월 3월 4월 5월 6월 7월 8월 9월 10월 11월 12월
- 전날:5월 19일 다음날:5월 21일 - 전달:4월 20일 다음달:6월 20일
- 양력:5월 20일
- 음력, 윤달